# 13540 Казукітакахаші
13540 Казукітакахаші (13540 Kazukitakahashi) — астероїд головного поясу, відкритий 29 жовтня 1991 року.
Тіссеранів параметр щодо Юпітера — 3,533.